# Kim Ok-bin
Kim Ok-bin (김옥빈?; Suncheon, 3 gennaio 1987) è un'attrice e sceneggiatrice sudcoreana.

## Carriera
Kim debuttò nel 2004 in un concorso di bellezza online ospitato dal portale web Naver. Nonostante avesse poca esperienza come attrice, ottenne il ruolo di una dei tre protagonisti nel film del 2005 Yeogo goedam 4 - Moksori, al quale fece seguito un altro ruolo principale nella miniserie Hanoi sinbu. La sua performance attirò l'attenzione del regista E J-yong, che la scelse per il suo film Dasepo sonyo. Negli anni successivi continuò a recitare in televisione e al cinema come personaggio principale. A febbraio 2008, Kim fu annunciata nel ruolo della protagonista femminile nel film di Park Chan-wook Bakjwi, che le valse il premio di miglior attrice al Sitges Film Festival e altre candidature ai Blue Dragon Film Awards, ai Green Globe Film Awards e ai Baeksang Arts Awards.
Mentre proseguiva la sua carriera come attrice al cinema, all'inizio del 2012 diventò la cantante della band rock Ok Punk. Nel 2013, dopo sette anni di assenza dal piccolo schermo, interpretò la protagonista nel drama Kalgwa kkot, ambientato durante la dinastia Goguryeo, a cui fece seguito un altro ruolo televisivo nella commedia del 2014 Yoo-na-ui geori.

## Filmografia

### Cinema
- Voice (여고괴담 4 - 목소리), regia di Choi Ik-hwan (2005)
- Arang (아랑), regia di Ahn Sang-hoon (2006) – cameo
- Dasepo sonyo (다세포 소녀), regia di E J-yong (2006)
- 1724 gibang nandong sageon (1724 기방난동사건), regia di Yeo Kyun-dong (2008)
- Thirst (박쥐), regia di Park Chan-wook (2009)
- Yeobae-udeul (여배우들), regia di E J-yong (2009)
- L'ultima battaglia - The Front Line (고지전), regia di Jang Hoon (2011)
- Sichega dor-a-watda (시체가 돌아왔다), regia di Woo Seon-ho (2012)
- Dwitdamhwa - Gamdog-i michyeot-eoyo (뒷담화: 감독이 미쳤어요), regia di Lee Jae-yong (2013)
- Yeolhansi (열한시), regia di Kim Hyun-seok (2013)
- Sosu-uigyeon (소수의견), regia di Kim Sung-je (2014)
- L'assassina (악녀), regia di Jung Byung-gil (2017)

### Televisione
- Hanoi sinbu (하노이 신부) – miniserie TV (2005)
- Annyeonghase-yo haneunim (안녕하세요 하느님) – serie TV (2006)
- Over the Rainbow (오버 더 레인보우) – serie TV (2006)
- Jjeon-ui jeonjaeng (쩐의전쟁) – serie TV (2007)
- Kalgwa kkot (칼과 꽃) – serie TV (2013)
- Yoo-na-ui geori (유나의 거리) – serie TV (2014)
- Children of a Lesser God (작은 신의 아이들) – serie TV (2018)
- Arthdal Chronicles (아스달 연대기) – serie TV (2019)
- Love to Hate You (연애대전?, Yeon-ae daejeonLR) – serie TV, 10 episodi (2023)

## Videografia
- 2004 – A Cold Heart, videoclip del brano di Lee Seung-chul
- 2006 – Tomorrow, videoclip del brano di Hwanhee
- 2006 – Dangerous Love (위태로운 이야기), videoclip del brano di Lena Park
- 2007 – Absentmindedly (물끄러미), videoclip del brano di Zia

## Riconoscimenti
| Anno | Premio                  | Categoria                                                     | Opera nominata             | Risultato       |
| ---- | ----------------------- | ------------------------------------------------------------- | -------------------------- | --------------- |
| 2005 | Blue Dragon Film Awards | Miglior nuova attrice                                         | Yeogo goedam 4 - Moksori   | Candidato/a     |
| 2006 | Baeksang Arts Awards    | Miglior nuova attrice                                         | Yeogo goedam 4 - Moksori   | Candidato/a     |
| 2006 | MBC Drama Awards        | Premio PD                                                     | Over the Rainbow           | Vincitore/trice |
| 2006 | MBC Drama Awards        | Miglior nuova attrice                                         | Over the Rainbow           | Candidato/a     |
| 2006 | KBS Drama Awards        | Miglior nuova attrice                                         | Annyeonghase-yo haneunim   | Candidato/a     |
| 2009 | Baeksang Arts Awards    | Miglior nuova attrice                                         | 1724 gibang nandong sageon | Candidato/a     |
| 2009 | Sitges Film Festival    | Miglior attrice                                               | Bakjwi                     | Vincitore/trice |
| 2009 | Blue Dragon Film Awards | Miglior attrice                                               | Bakjwi                     | Candidato/a     |
| 2010 | Green Globe Film Awards | Miglior attrice internazionale                                | Bakjwi                     | Candidato/a     |
| 2010 | Baeksang Arts Awards    | Miglior attrice                                               | Bakjwi                     | Candidato/a     |
| 2013 | KBS Drama Awards        | Premio all'eccellenza, attrice in un drama di media lunghezza | Kalgwa kkot                | Candidato/a     |
| 2014 | APAN Star Awards        | Premio all'eccellenza, attrice in un drama seriale            | Yoo-na-ui geori            | Vincitore/trice |